# هاتون روف، لیکلند جنوبی
هاتون روف (به انگلیسی: Hutton Roof) یک محله مدنی و روستا در بریتانیا است که در South Lakeland واقع شده‌است. هاتون روف ۲۱۸ نفر جمعیت دارد.